# Uys Krige
Uys Krige  (Bontebokskloof, 4 februari 1910 - Hermanus, 10 augustus 1987) was een Zuid-Afrikaans schrijver van romans, kortverhalen, gedichten en toneelstukken in zowel Afrikaans als Engels.

## Leven en werk
Krige studeerde aan de Universiteit Stellenbosch in de West-Kaap. Van 1931 tot 1935 leefde hij in Frankrijk en Spanje, waar hij Frans en Spaans leerde spreken. Krige speelde een tijd lang in een rugbyclub in Toulon. In 1935 keerde hij terug naar Zuid-Afrika waar hij begon te schrijven als reporter voor de Rand Daily Mail. Hij debuteerde in datzelfde jaar met de dichtbundel Kentering.
Uys Krige nam deel aan de Spaanse Burgeroorlog, waar hij aan Republikeinse kant vocht. Een bekend gedicht van Krige, "Lied van die fascistiese bomwerpers" (uit Rooidag), refereert aan die oorlog. Tijdens de Tweede Wereldoorlog was Krige oorlogscorrespondent voor het Zuid-Afrikaanse leger in Noord-Afrika. Hij werd in 1941 in Tobruk gevangengenomen, waarna hij naar Italië werd gestuurd. Hij verbleef er twee jaar in een krijgsgevangenenkamp.
Uys Krige wordt tot de literaire generatie van de Dertigers gerekend. Samen met Jack Cope editeerde hij The Penguin Book of South African Verse (1968). Bovendien vertaalde Krige verschillende werken van Shakespeare naar het Afrikaans. Hij vertaalde ook werk van Federico García Lorca, Pablo Neruda, Lope de Vega en Juan Ramón Jiménez vanuit het Spaans en van Baudelaire, François Villon en Paul Éluard vanuit het Frans.
In 1974 werd Krige de Hertzogprys van de Suid-Afrikaanse Akademie vir Wetenskap en Kuns in de categorie poëzie toegekend voor zijn bundel Uys Krige: 'n keur uit sy gedigte. In 1985 werd hem opnieuw een Hertzog toegekend, ditmaal in de categorie drama. In 1987 overleed Uys Krige op 77-jarige leeftijd nabij Hermanus in de Kaapprovincie.

## In de populaire cultuur
In Black Butterflies (2011), een Nederlandse speelfilm over het leven van de Zuid-Afrikaanse dichteres Ingrid Jonker, komen ook de schrijvers Uys Krige, Jan Rabie, Jack Cope en Etienne Leroux voor. De rol van Krige wordt door Graham Clarke vertolkt.
- Bibliothèque nationale de France: cb12188372w (data)
- Biografisch Portaal: 02589832
- Digitale Bibliotheek voor de Nederlandse Letteren: krig001
- Gemeinsame Normdatei: 119142570
- International Standard Name Identifier: 0000 0000 8111 0180
- Library of Congress Control Number: n50043971
- Nationale Bibliotheek van Israël: 987007275473805171
- Nederlandse Thesaurus van Auteursnamen: 071441603
- LIBRIS: 303637
- SNAC: w66x6nbm
- Système universitaire de documentation: 077707079
- Virtual International Authority File: 32041670
- WorldCat: E39PBJj4rYM464XHyQKGBgB9Dq